# Пустовіт Анастасія Леонідівна
Анастасія Леонідівна Пустовіт (нар. 27 серпня 1994, Скадовськ, Херсонська область) — українська акторка театру та кіно, та громадська активістка.

## Життєпис
Анастасія Пустовіт народилася 1994 року в Скадовську на Херсонщині. Батько — міліціонер, мати — косметологиня. У 1996 році родина переїхала до селища Немішаєве Бородянського району Київської області.
З третього класу Анастасія співала в народному хорі «Калинонька». Пізніше стала брати участь в конкурсах читців віршів. Далі займалася зі своєю сусідкою, яка закінчила театральний інститут. Під її впливом і сама вирішила стати акторкою.
Після 9-го класу вступила до акторського коледжу. Вступити до Університету театру, кіно і телебачення імені Івана Карпенко-Карого змогла лише з третьої спроби і лише на контракт (2014 рік, спеціалізація «Акторське мистецтво драматичного театру і кіно (жінки, український курс)»). Третій курс навчання оплатила з гонорару за зйомки у фільмі «Коли падають дерева». Після цього була переведена на бюджет.

У 2022 році після початку повномасштабного російського вторгнення в Україну два тижні провела в окупованому селі Немішаєве. 
«24 лютого під час початку війни я вирішила переїхати в Немішаєве до батьків. Селище Немішаєве розташоване приблизно за 10 км від Бучі та за 13 км від Бородянки з іншого боку. Ми опинилися в ситуації, що наше селище знищать, якщо ми дамо супротив, або ми будемо тилом для російських військ. 26 лютого у місцевому будинку культури ми організували власний волонтерський штаб, в якому допомагали і забезпечували громаду. Тому що у нас зникло світло і вода, зачинились магазини і не було доступу до ліків», — зазначила Анастасія Пустовіт.
Акторка розповіла, що виїжджала з Немішаєва на свій страх і ризик.

### Творчість
У 2018 році закінчила Київський національний університет театру, кіно і телебачення імені Івана Карпенка-Карого (курс Дмитра Богомазова). З того ж року — в акторському складі Київського академічного театру драми і комедії на Лівому березі.
З 2017-го року знімається в кіно. Першими роботами були епізоди в стрічках «Пташка співоча» (Арина) та «Підкидьки-2» (Світлана Писарюк). У 2018-у році зіграла головну роль Лариси в соціальній драмі Марисі Нікітюк «Коли падають дерева». Наступною головною роллю стала Катя у 95-серійному серіалі «Таємниці» (прем'єра відбулася в січні 2019-го на телеканалі «Україна»).

## Фільмографія
| Рік  |   | Назва                   | Роль                                  |
| ---- | - | ----------------------- | ------------------------------------- |
| 2015 | с | Ніконов і Ко            | Саша                                  |
| 2017 | с | Пташка співоча          | Арина                                 |
| 2017 | с | Підкидьки 2             | Світлана Писарюк, однокурсниця Єсенії |
| 2018 | с | Тінь кохання            | Олена                                 |
| 2018 | ф | Коли падають дерева     | Лариса                                |
| 2019 | с | Таємниці                | Катерина (Катя) Семенівна Грищук      |
| 2020 | с | Подаруй мені щастя      | Маргарита Маковій                     |
| 2020 | с | Акушерка                | Тоня                                  |
| 2020 | с | Гра в долю              | Катя                                  |
| 2020 | с | Перші ластівки. Zалежні | Карина Вознюк                         |
| 2021 | ф | Мрія Кіри               | Кіра                                  |
| 2021 | ф | Між нами                | Олександра Мельник                    |
| TBA  | ф | БожеВільні              |                                       |

## Відеографія
- 2019 — «Amnesia» (гурт «Liloviy»), режисерки Марися Нікітюк

## Театральні роботи
Навчальний театр (4-й курс КНУКТ)
- 2018 — «Легкий дотик» за новелами Луїджі Піранделло; реж. Дмитро Богомазов та Андрій Самінін (дипломна вистава)

Київський академічний театр драми і комедії на лівому березі Дніпра
- (введення) 2003 — «Море… Ніч… Свічки…» за п'єсою «Це велике море» Йосефа Бар-Йосефа; реж. Едуард Митницький — Жителька міста
- (введення) 2014 — «Даринка, Гриць та нечиста сила» Вадима Бойка; реж. Дмитро Весельський — Даринка
- (введення) 2015 — «Близькість…» Патріка Марбера; реж. Тамара Трунова — Офіціантка, стритизерка
- 2017 — «12 ніч, або Що захочете» за п'єсою Вільяма Шекспіра; реж. Дмитро Богомазов та Андрій Самінін — Олівія, графиня з Іллірії[5]
- 2018 — «Дім на краю душі» за мотивами п'єси «Іфігенія» Дона Нігро[en]; реж. Тамара Трунова — Александра Райан (Лексі)[6][7]
- 2018 — «Кохання, джаз і чорт» за мотивами п'єси Юозаса Грушаса; реж. Владислава Поповиченко — Бета
- 2019 — «Клас» Павла Ар'є, Стаса Жиркова та акторів вистави; реж. Стас Жирков — Учениця, вчителька, бабуся
- 2019 — «Погані дороги» Наталки Ворожбит (прем'єра на новій сцені вистави, прем'єра якої відбулася 27 вересня 2018 року); реж. Тамара Трунова — Друга
- 2019 — «Гарантія 2 роки» за п'єсою «Людяна людина» Сіррку Пелтоли; реж. Тамара Трунова — Внутрішній голос
- 2019 — «Сімейний альбом / Album di Famiglia» Маттео Спіацці; реж. Маттео Сп'яцці (Італія) — Бабуся
- 2020 — «VIÑO» Павла Ар'є; реж. Євген Корняг (Білорусь) — Гостя
- 2021 — «Ерендіра не хоче вмирати» Лєни Лягушонкової за мотивами Габрієля Гарсія Маркеса; реж. Максим Голенко — Ерендіра
- 2021 — «Моменти/Momenti» Маттео Спіацці; реж. Маттео Спіацці (Італія)
- 2021 — «Одіссею, повертайся додому» Павла Ар'є за мотивами історії про Одіссея; реж. Євген Корняг (Білорусь) — Пенелопа[8][9]
- 2023 — «Чорний дрізд» за п'єсою Девіда Гарровера; реж. Яна Безсмертна — Уна

Київський Центр Сучасного Мистецтва «Дах»
- 2017 — «Мама Всегда…» В. Гавури — Маша

Незалежні проекти
- 2018 — «Погані дороги» Наталки Ворожбит; реж. Тамара Трунова — Друга[10]

## Нагороди й номінації
- 2017 — Гран-прі Всеукраїнського конкурсу професійних читців імені Івана Франка (уривок із поеми Івана Франка «Великі роковини»)[11]

| Рік                                        | Категорія                                                                               | Фільм                     | Результат |
| ------------------------------------------ | --------------------------------------------------------------------------------------- | ------------------------- | --------- |
| Національна кінопремія «Золота дзиґа»      |                                                                                         |                           |           |
| 2019                                       | Найкраща жіноча роль                                                                    | Коли падають дерева       | Номінація |
| Національна премія кінокритиків «Кіноколо» |                                                                                         |                           |           |
| 2018                                       | Найкраща акторка                                                                        | Коли падають дерева       | Номінація |
| Одеський міжнародний кінофестиваль         |                                                                                         |                           |           |
| 2018                                       | «Золотий Дюк» за найкращу акторську роботу в національному конкурсі                     | Коли падають дерева       | Перемога  |
| Індійський міжнародний кінофестиваль       |                                                                                         |                           |           |
| 2018                                       | «Срібний павич» за найкращу жіночу роль                                                 | Коли падають дерева       | Перемога  |
| Театральна премія «Дзеркало сцени»         |                                                                                         |                           |           |
| 2018                                       | Кращі роботи молодих акторів у київських виставах 2017 року (вік акторів — до 30 років) | «12 ніч, або що захочете» | Перемога  |